# Madjid Bougherra
Madjid Bougherra (em árabe: مجيد بوغرة‎) (Longvic, 7 de outubro de 1982) é um ex-futebolista franco-argelino que atuava como zagueiro e lateral-direito.

## Carreira
Bougherra representou o elenco da Seleção Argelina de Futebol no Campeonato Africano das Nações de 2010.